# 52nd Fighter Wing

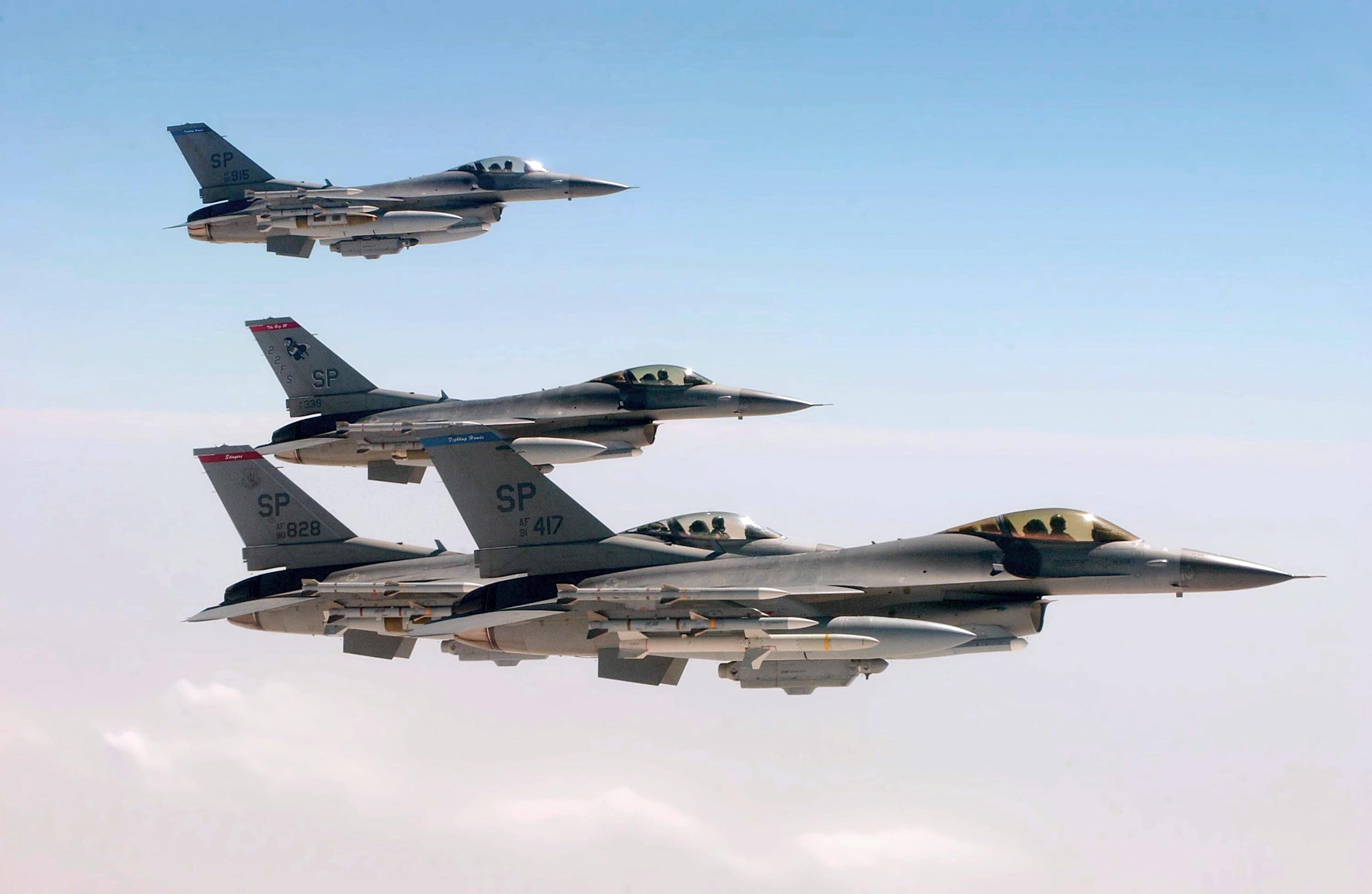
F-16C dello Stormo

Il 52nd Fighter Wing è uno stormo Caccia delle United States Air Forces in Europe, inquadrato nella Third Air Force. Il suo quartier generale è situato presso la Spangdahlem Air Base, Germania.

## Missione
Lo stormo ha la funzione principale in caso di conflitto di sopprimere le difese aeree nemiche (SEAD), attraverso velivoli equipaggiati con missili antiradar. 

## Organizzazione
Attualmente, al maggio 2017, lo stormo controlla:
- 52nd Operations Group
  - 52nd Operations Support Squadron
  -  480th Fighter Squadron - Equipaggiato con F-16CM/DM
  - Detachment 1, distaccato presso la Lask Air Base, Polonia, riceve aerei periodicamente
- 52nd Maintenance Group
  - 52nd Aircraft Maintenance Squadron
  - 52nd Maintenance Squadron
- 52nd Mission Support Group
  - 52nd Civil Engineer Squadron
  - 52nd Communications Squadron
  - 52nd Contracting Squadron
  - 52nd Force Support Squadron
  - 52nd Logistics Readiness Squadron
  - 52nd Security Forces Squadron
- 52nd Medical Group
  - 52nd Aerospace Medicine Squadron
  - 52nd Dental Squadron
  - 52nd Medical Operations Squadron
  - 52nd Medical Support Squadron
- 52nd Munitions Maintenance Group
  - 701st Munitions Support Squadron, distaccato presso la Kleine Brogel Air Base, Belgio
  - 702nd Munitions Support Squadron, distaccato presso la Buechel Air Base, Germania
  - 703rd Munitions Support Squadron, distaccato presso la Volkel Air Base, Paesi Bassi
  - 704th Munitions Support Squadron, distaccato presso l'Aeroporto di Ghedi, Italia